# Chiesa di Santa Maria Apparente

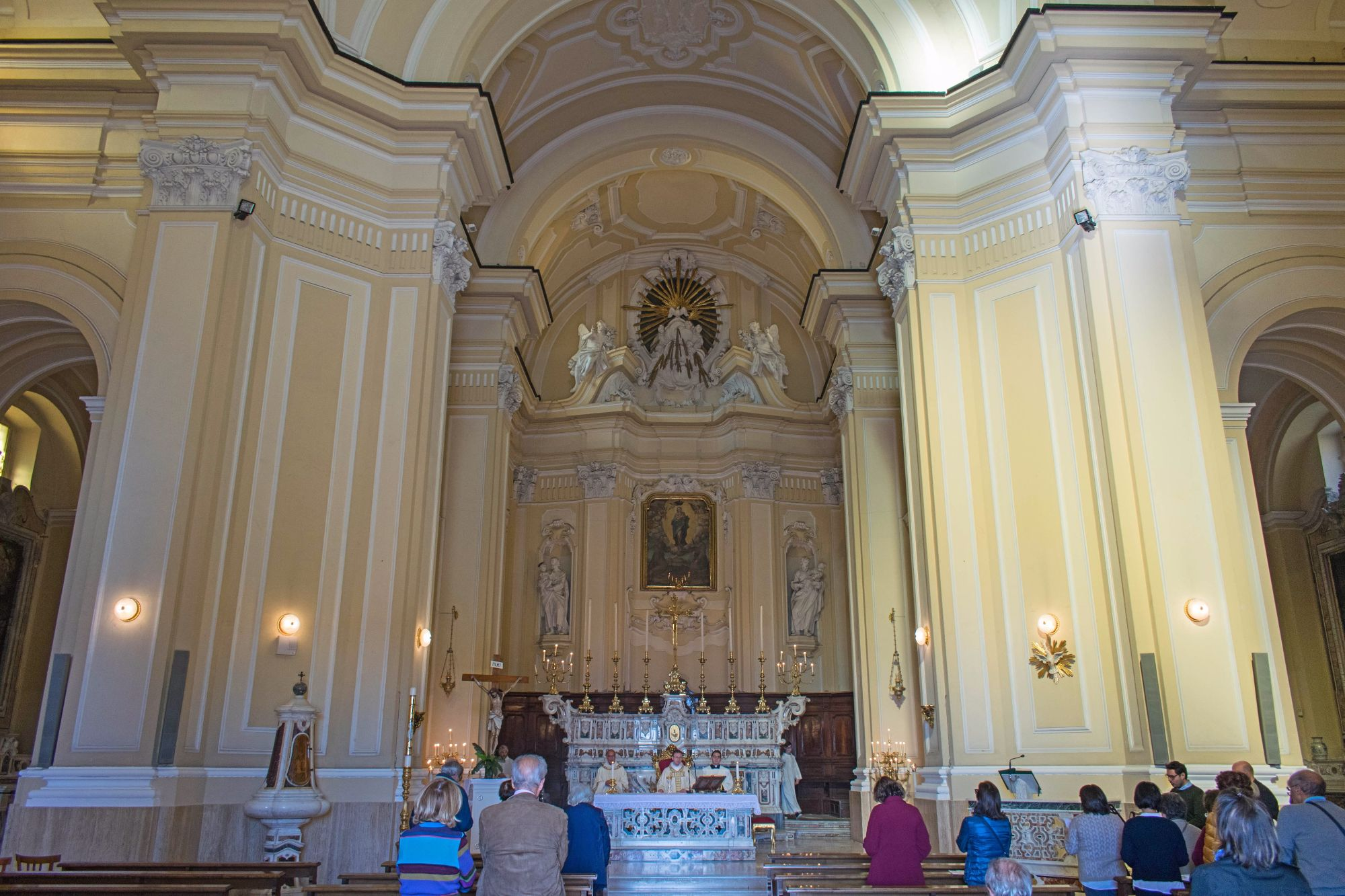
L'interno

La chiesa di Santa Maria Apparente è una delle chiese monumentali di Napoli; è situata in corso Vittorio Emanuele.

## Storia
La struttura venne fondata nel 1581 da padre Filippo da Perugia per poter ospitare l'immagine sacra della Vergine già collocata in una edicola. Il progetto venne affidato a Gian Battista Cavagna. Padre Filippo, più tardi, fece costruire, accanto alla chiesa, anche un convento.
L'intitolazione più antica del tempio è quella di Santa Maria Apparente; ciò è stato riscontrato in una lapide del 1624, ma il popolo ha tramandato anche la versione inesatta di Santa Maria a Parete. Una tradizione orale vuole che il titolo di apparente sia stata voluta dal popolo, dopo che alcuni pescatori, dispersi a mare in una notte burrascosa, videro "apparire" una luce proprio dal colle dove sorge l'attuale chiesa. Nel 1634 vi fu un ampliamento del tempio grazie a padre Eugenio.

## L'interno
L'interno si presenta a croce greca. Sopra l'ingresso vi è la cantoria che accoglie un pregevole organo del Seicento.
Sull'altare maggiore vi è una tela di Giulio dell'Oca, anno 1611, rappresentante la Vergine con i Santi Antonio e Francesco, sullo sfondo vi è una bellissima raffigurazione della collina di Sant'Elmo. Fatta eccezione per una Crocifissione assegnata a Onofrio Palumbo e un San Samuele di Francesco De Maria, i restanti dipinti sparsi per la chiesa sono di incerta attribuzione.
Il convento, poi carcere, divenne "Palazzo degli Ufficiali". Oggi è adibito ad abitazioni private.